# Комісарівська селищна рада
Комісарівська селищна рада — орган місцевого самоврядування у Перевальському районі Луганської області з адміністративним центром у смт Комісарівка.

## Загальні відомості
Утворена 1917 року. Водоймища на території, підпорядкованій раді: річка Лозова.

## Населені пункти
Селищній раді підпорядковані населені пункти:
- смт Комісарівка
- с-ще Боржиківка
- с. Вергулівка
- с-ще Депрерадівка

## Склад ради
Рада складається з 20 депутатів та голови.

### Керівний склад ради
| ПІБ                          | Основні відомості                                                                      | Дата обрання | Дата звільнення |
| ---------------------------- | -------------------------------------------------------------------------------------- | ------------ | --------------- |
| Каленчук Ярослав Миколайович | Селищний голова, 1954 року народження, освіта, член Партії регіонів                    | 26.03.2006   | 23.03.2009      |
| Безручко Євген Федорович     | Селищний голова, 1948 року народження, освіта, член Партії регіонів                    | 02.08.2009   | 31.10.2010      |
| Безручко Євген Федорович     | Селищний голова, 1948 року народження, освіта середня спеціальна, член Партії регіонів | 31.10.2010   |                 |

Примітка: таблиця складена за даними джерела